# Markus Ebner (Maler)
Markus Ebner (* 1962 in Regensburg) ist ein deutscher Maler und Konzeptkünstler, der der Appropriation Art zugeordnet wird.

## Leben
Markus Ebner studierte von 1981 bis 1988 Malerei an der Akademie der Bildenden Künste in München. Er lebt in Berg (Starnberger See) und in Frankfurt am Main.

## Ausstellungen (Auswahl)
- 2016 DYSTOTAL, Ludwig Forum, Aachen
- 2010 Günter Fruhtrunk sans titre, ca. 1964/65 Caseine sur aggloméré, 75 × 144 cm, Center, Berlin
- 2010 Bilder über Bilder, Diskursive Malerei von Albers bis Zobernig. Aus der Daimler Kunst Sammlung, MUMOK, Wien
- 2007 Secondary Structures, Kunsthalle Düsseldorf KIT, Düsseldorf

## Presse (Auswahl)
- Markus Ebner at Jacky Strenz, in: Contemporary Art Daily, 21. April 2022
- Christoph Schütte: „Eine Kopie ist eine Kopie ist eine Kopie“, in: Frankfurter Allgemeine Zeitung, 17. Januar 2015
- Tim Ackermann: „Schlicht und einfach Konsortium“, in: TAZ, 23. November 2007

| Personendaten    | Personendaten                       |
| ---------------- | ----------------------------------- |
| NAME             | Ebner, Markus                       |
| KURZBESCHREIBUNG | deutscher Maler und Konzeptkünstler |
| GEBURTSDATUM     | 1962                                |
| GEBURTSORT       | Regensburg                          |